# Meanos
Meanos o San Martín de Meanos (llamada oficialmente San Martiño de Meanos) es una parroquia y una aldea española del municipio de Zas, en la provincia de La Coruña, Galicia.

## Entidades de población
Entidades de población que forman parte de la parroquia:
- Atalaya (A Atalaia)
- Edreiras (As Edreiras)
- Froxán
- Langueirón
- Meanos
- Rial de Arriba
- San Martín (San Martiño)
- Vila
- Vilar de Lamas

## Despoblado
- Maxín

## Demografía

### Parroquia
| Gráfica de evolución demográfica de Meanos (parroquia) entre 2000 y 2019 |
|                                                                          |
| Datos según el nomenclátor publicado por el INE.                         |

### Aldea
| Gráfica de evolución demográfica de Meanos (aldea) entre 2000 y 2019 |
|                                                                      |
| Datos según el nomenclátor publicado por el INE.                     |